# Ana Bianca Mihăilă
Ana Bianca Mihăilă (* 5. Oktober 1996) ist eine rumänische Tennisspielerin.

## Karriere
Mihăilă begann mit fünf Jahren das Tennisspielen und bevorzugt Hartplätze. Sie gewann bisher einen Einzel- und neun Doppeltitel auf der ITF Women’s World Tennis Tour.

## Turniersiege

### Einzel
| Nr. | Datum              | Turnier             | Kategorie   | Belag     | Finalgegnerin | Ergebnis      |
| --- | ------------------ | ------------------- | ----------- | --------- | ------------- | ------------- |
| 1.  | 18. September 2016 | Scharm asch-Schaich | ITF $10.000 | Hartplatz | Zeel Desai    | 3:6, 7:5, 6:4 |

### Doppel
| Nr. | Datum             | Turnier             | Kategorie   | Belag     | Partnerin          | Finalgegnerinnen                            | Ergebnis         |
| --- | ----------------- | ------------------- | ----------- | --------- | ------------------ | ------------------------------------------- | ---------------- |
| 1.  | 7. Juni 2013      | Sarajevo            | ITF $10.000 | Sand      | Kristina Ostojić   | Elena-Teodora Cadar Camelia-Elena Hristea   | 7:5, 6:4         |
| 2.  | 30. November 2013 | Bol                 | ITF $10.000 | Sand      | Barbora Krejčíková | Bojana Marinković Natalija Šipek            | 6:2, 6:2         |
| 3.  | 22. Mai 2015      | Hermannstadt        | ITF $10.000 | Sand      | Anna Bondár        | Mihaela Ghioca Iuliana Oante                | 6:4, 6:4         |
| 4.  | 4. Dezember 2015  | Kairo               | ITF $10.000 | Sand      | Julia Grabher      | Anna Morgina Patrycja Polańska              | 6:2, 6:4         |
| 5.  | 18. Juni 2016     | Scharm asch-Schaich | ITF $10.000 | Hartplatz | Zhao Qianqian      | Melissa Ishuan Ifidzhen Petra Januskova     | 7:5, 7:5         |
| 6.  | 25. Juni 2016     | Scharm asch-Schaich | ITF $10.000 | Hartplatz | Zhao Xiaoxi        | Petra Januskova Greet Minnen                | 2:6, 6:4, [10:7] |
| 7.  | 3. September 2016 | Scharm asch-Schaich | ITF $10.000 | Hartplatz | Sandra Samir       | Sharrmadaa Baluu Dhruthi Tatachar Venugopal | 6:4, 6:1         |
| 8.  | 30. Oktober 2016  | Scharm asch-Schaich | ITF $10.000 | Hartplatz | Melanie Klaffner   | Ola Abou Zekry Anastassija Pribylowa        | 6:4, 6:2         |
| 9.  | 9. November 2019  | Scharm asch-Schaich | ITF $15.000 | Hartplatz | Lee Pei-chi        | Aleksandra Pitak Katarzyna Pitak            | 6:2, 6:4         |